# 亨里克·達姆

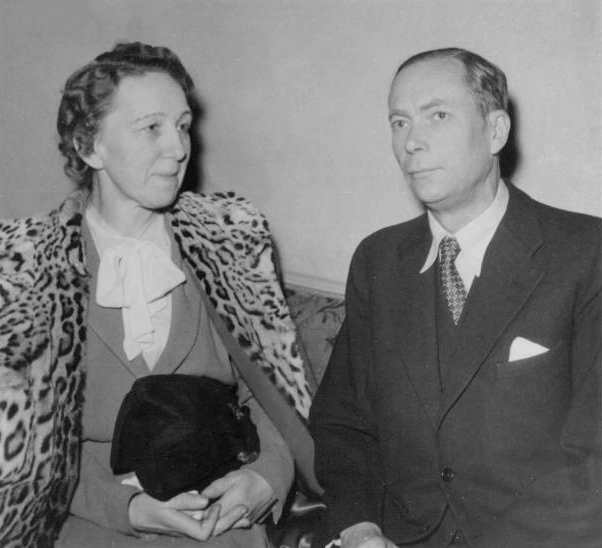
達姆與他的妻子，攝於1946年

亨里克·達姆（1895年2月21日—1976年4月17日）是一名丹麥生物化學家和生理學家。
達姆因與愛德華·阿德爾伯特·多伊西共同發現維生素K及其在人類生理學中的作用而在1943年獲得諾貝爾生理學或醫學獎。達姆的關鍵實驗涉及給雞餵食不含膽固醇的食物。他起初複製了安大略省農業學院（OAC）的科學家報告的實驗。麥克法蘭（McFarlane）、格蘭姆（Graham）和理查森（Richardson）在OAC從事雛雞飼料項目的工作，曾用氯仿去除雛雞飼料中的所有脂肪。他們注意到，只餵食去掉脂肪的飼料的小雞出現了出血，並開始從標籤部位出血達姆發現，這些缺陷不能通過在飲食中添加純化的膽固醇而得到恢復。看來—與膽固醇一起—從食物中提取了第二種化合物，這種化合物被稱為凝血維生素。這種新的維生素獲得字母K，因為最初的發現是在一本德國雜誌上報導的，在該雜誌上它被命名為「Koagulationsvitamin」。
1920年，達姆從哥本哈根理工學院（現為丹麥理工大學）獲得化學本科學位，並被任命為農業和獸醫學院的化學助理講師。1923年，他獲得哥本哈根大學生理學實驗室生物化學講師的職位。 1925年，他在格拉茨大學師從弗里茨·普雷格爾學習微型化學，之後回到哥本哈根大學，1928年被任命為生物化學研究所的助理教授，1929年被任命為助理教授。在哥本哈根大學擔任教授期間，他在國外工作了一段時間，並於1934年向哥本哈根大學提交一篇題為《關於甾體的生物學意義的一些調查》（Nogle Undersøgelser over Sterinernes Biologiske Betydning）的論文，獲得生物化學的博士學位。
1942年至1945年期間，達姆是羅徹斯特大學的高級研究助理；正是在這個時期，他被授予1943年諾貝爾生理學或醫學獎。1951年，他是參加第一次林道諾貝爾獎得主會議的七位諾貝爾獎得主之一。

## 外部連結
- 亨里克·達姆 （页面存档备份，存于）在諾貝爾獎官方網站上的資料